# Список умерших в 771 году

## Декабрь
- 4 декабря — Карломан, король франков (768—771).

## Дата смерти неизвестна или требует уточнения
- Абу Амр ибн аль-Аля, арабский лингвист и чтец Корана из Басры (совр. Ирак), является передатчиком одного из семи чтений Корана, считается основателем басрийской школы грамматики.
- Кайрпре мак Фогартайг, король Лагора (Южной Бреги) (751—771) и, возможно, король всей Бреги (759—771) из рода Сил Аэдо Слане.